# Álvaro Angulo
Álvaro Anyiver Angulo Mosquera (ur. 6 marca 1997 w Tumaco) – kolumbijski piłkarz występujący na pozycji lewego obrońcy, reprezentant Kolumbii, od 2022 roku zawodnik Atlético Nacional.